# Architis altamira
Architis altamira är en spindelart som beskrevs av Santos 2007. Architis altamira ingår i släktet Architis och familjen vårdnätsspindlar. Inga underarter finns listade i Catalogue of Life.